# Kolipáza
Kolipáza je protein koenzym potřebný pro optimální enzymatickou aktivitu pankreatické lipázy. Je vylučována slinivkou ve své neaktivní formě - prokolipáze, která je aktivovaná ve střevním lumen trypsinem. Její funkcí je zabránit inhibičnímu efektu solí žlučových kyselin na lipázou katalyzované hydrolytické štěpení triacylglycerolů s dlouhým řetězcem ve dvanáctníku.
U člověka je kolipáza kódovaná CLPS genem.

## Proteinová doména
Kolipáza je zároveň rodinou evolučně podobných proteinů.
Kolipáza je malý proteinový kofaktor potřebný pro účinnou hydrolýzu tuků v trávicím traktu. Míra absorpce tuků přijímaných v potravě závisí na aktivitě pankreatické lipásy. Kolipáza se váže na C-konec, nekatalytickou doménu lipázy, čímž stabilizuje její aktivní konformaci a markantně zvyšuje hydrofóbnost vazebného místa. Studie struktury komplexu i kolipásy samotné odhalily funkci skrývající se v její architektuře.
Kolipáza je malý protein obsahující pět zachovaných disulfidických vazeb. Byly rozpoznány strukturní analogie mezi vývojovým proteinem Ddk (Dickkopf) - negativním regulátorem Wnt signalizace, C-koncovou doménou pankreatické lipázy, N-koncovou doménou lipooxygenáz a C-koncovou doménou alfa toxinu. Tyto nekatalytické domény zmíněných enzymů jsou důležité pro interakci s buněčnou membránou. Zatím nebylo zjištěno, zda se tyto domény účastní i eventuální vazby proteinového kofaktoru, jako tomu je u pankreatické lipázy.